# Стрічкарка диз'юнктивна
Стрічкарка диз'юнктивна (Catocala disjuncta) — вид комах з родини Noctuidae. Один з 240 видів роду, один з 18 видів роду у фауні України.

## Морфологічні ознаки
Розмах крил — 39–46 мм. Основний фон передніх крил сірувато-коричневий з чорними поперечними смугами. Задні крила жовті з чорним зовнішнім краєм та внутрішньою медіальною смугою, біля вершини крила маленька жовта пляма.

## Поширення
Південно-Східна Європа (Балканський півострів, о. Корфу у Середземному морі, Закавказзя, Мала Азія). В Україні — південний берег Криму.

## Особливості біології
Дає 1 генерацію на рік. Літ імаго — з кінця червня до середини серпня. Гусінь живиться листям дуба. Преімагінальні стадії не описані.

## Загрози та охорона
Загрози: імовірно, застосування пестицидів для знищення шкідників лісу та зменшення площ дібров.
Охороняється у ПЗ пд. берега Криму (зокрема, у Карадазькому) як компонент біоценозу. Доцільно зберегти природні діброви та насадження дуба; слід заборонити хімічну обробку. Слід вивчити екологічні особливості преімагінальних стадій.